# Dischidia boholensis
Dischidia boholensis là một loài thực vật có hoa trong họ La bố ma. Loài này được (Schltr.) Livsch. mô tả khoa học đầu tiên năm 2003.